# Lamine Ndao
Mouhamadou Lamine Ndao (Dakar, 19 dicembre 1994) è un calciatore senegalese, attaccante svincolato.

## Caratteristiche tecniche
È un centravanti.

## Carriera

### Club
Cresciuto nelle giovanili del Valenciennes, ha esordito il 1º agosto 2014 in occasione del match di Ligue 2 perso 2-0 contro il Gazélec Ajaccio.